# Tōon
Tōon (東温市, Tōon-shi) est une ville située dans la préfecture d'Ehime, au Japon.

## Géographie

### Localisation
Tōon est située dans le centre de la préfecture d'Ehime, à l'est de la capitale Matsuyama.

### Démographie
En septembre 2021, la population s'élevait à 33 353 habitants répartis sur une superficie totale de 211,30 km2.

### Hydrographie
Tōon est traversée par la rivière Shigenobu.

## Histoire
La ville de Tōon a été créée en 2004 de la fusion des anciens bourgs de Kawauchi et Shigenobu.

## Transports
Tōon est desservie par la ligne Yokogawara de la compagnie Iyotetsu.